# 人民義勇軍 (ミャンマー)
人民義勇軍（じんみんぎゆうぐん、ミャンマー語: ပြည်သူ့ရဲဘော်တပ်; Pyithu Yèbaw Tat、英語：People's Volunteer Organisation、略称PVO）は、1946年2月にアウンサンが組織した軍事組織である。

## 結成
1945年9月にアウンサンと連合軍との間で結ばれたキャンディ協定に従い、英領ビルマ軍とビルマ愛国軍（PBF）を統合して1万2,000人の兵力を擁するミャンマー軍（以下、国軍）が編成されたが、PBFから国軍兵士に採用された者はわずか5,200人だった。このままでは日本軍放逐に貢献したPBF兵士が路頭に迷い、野党化しかねないと危惧したアウンサンは、1946年2月、人民義勇軍（PVO）を結成した。最高司令官はアウンサンで、32の地区を設けて各地区に資金集め、新メンバーの募集、軍事訓練を行う責任者を任命、階級制度は国軍のそれと同じで、制服と階級バッジも支給された。当初、PVOへの入隊は元PBF兵士だけだったが、各支部はすぐに学生組合やその他の政治団体の支部を回って募集を拡大するよう命じられた。同年4月には、ヤンゴンで学生を対象とした5週間の訓練コースを修了した。
アウンサンの真意は不明だが、PVOに入隊した者の中には独立のためにイギリスと戦う覚悟を決めていた者が多数いたのだという。レジナルド・ドーマン＝スミス総督はPVOと脅威と見なし、1940年に制定されたビルマ防衛規則にもとづき、警察と地区当局に対し、PVOの軍事訓練、公開演習、制服の着用を中止するよう命令を下した。しかし各地のPVOはこれに猛反発、1946年5月18日にはインセイン郡区のタンタビンで、PVOの指導者11人が逮捕されたことに抗議する1,000人以上のデモ隊に警察が発砲し、少なくとも3人が死亡、6人が重傷、40人が負傷する事件が起き、全国で何百人ものPVOのメンバーが逮捕された。
しかし1947年7月19日アウンサンが暗殺されると、PVOは徐々にAFPFLの指揮下から外れていき、各支部は地元有力者の私兵団の様相を呈した。彼らは売春、賭博、詐欺、窃盗などの違法経済に手を染め、道路にゲートを設けて人々から通行料を徴収した。1948年1月4日の独立時には全国に約10万人の兵力を擁していたと言われる。

## 反乱

### 白色PVOと黄色PVO

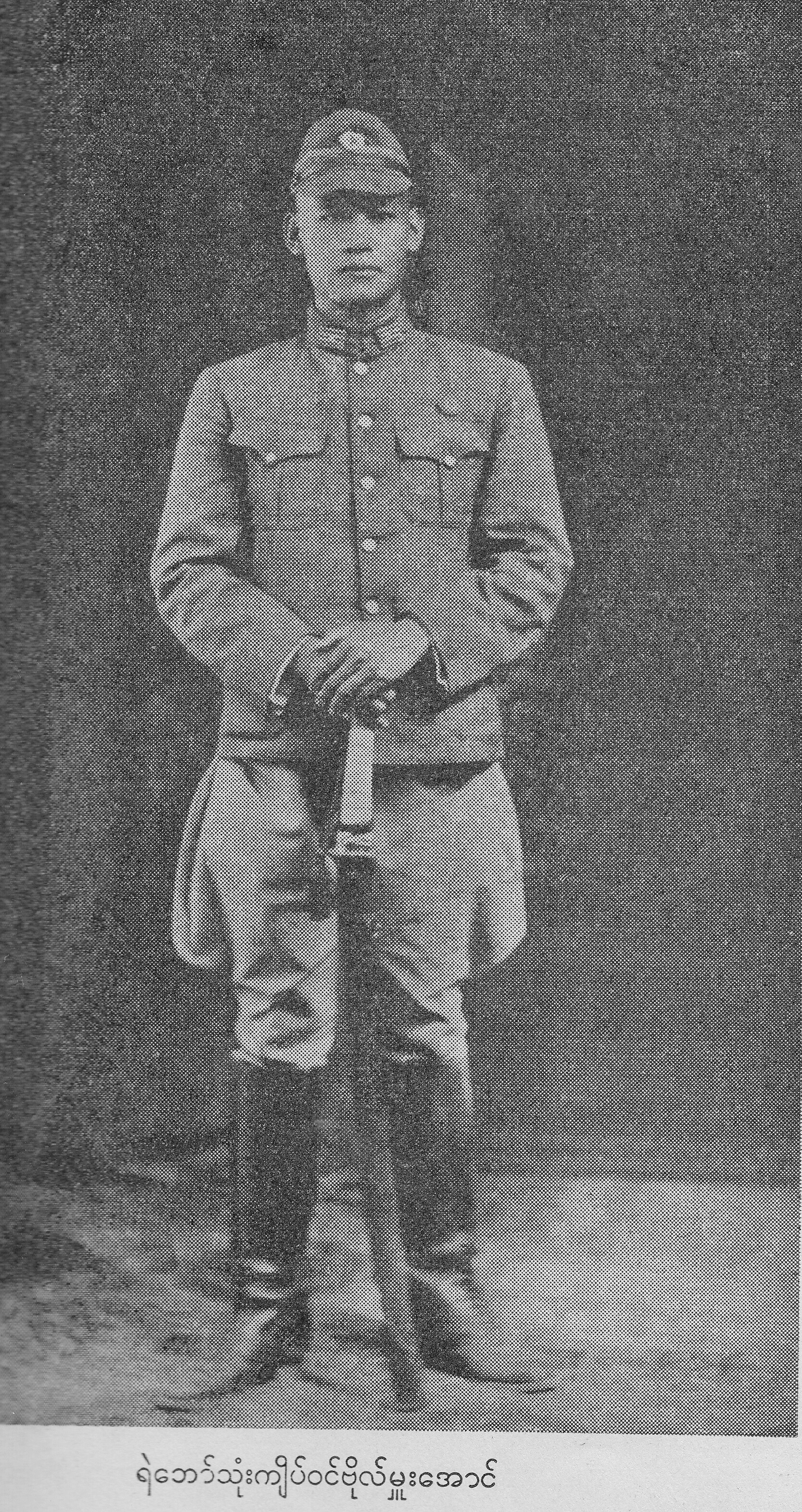
ボー・ムアウン

アウンサンの暗殺より少し前、1947年4月に制憲議会選挙が実施され、反ファシスト人民自由連盟（AFPFL）は182議席中171議席を獲得して大勝した。当選したAFPFL議員171人のうち44人はPVOのメンバーで、PVOからはボー・ポークン（Bo Po Kun）、ボー・セインマン（Bo Sein Hman）、30人の同志の1人・ボー・ムアウンの3人がウー・ヌ内閣に入閣した。にわかに国政の有力勢力となったPVOに、AFPFL最大派閥・ビルマ社会党が接近し、1947年10月、マルクス主義連盟という連立政党を結成、各地のPVOを武装解除する合意を結んだが、PVOを率いる地元有力者はこれに応じず、実現しなかった。
この頃には、AFPFLや国軍と同様、PVOにも共産主義が浸透しており、ボー・ムアウン率いる社会党に近い黄色PVOと、30人の同志の1人・ボー・ラヤウン（Bo La Yaung）とボー・ポークン率いる極左の白色PVOの2つの派閥に分裂していた。PVOの兵士には農村出身者が多く、小作料の不払い運動や農民の負債の帳消運動を行い、武装闘争の機会を与えてくれそうなビルマ共産党（CPB）や赤旗共産党に共感する者が多かった。
1948年4月2日、CPBが武装蜂起すると、PVOは仲介に乗り出し、これに応じてウー・ヌは15項目からなる「左翼統一計画」を策定し、同年5月25日、アウンサン・スタジアムで開催された公開討論会で発表した。これは、行政機構の民主化、土地と外国貿易の国有化、海外援助の拒否、さまざまな保健、教育、福祉計画が導入などを内容とするかなり左派にすり寄ったものだった。特に15項目の「社会主義者、共産主義者、PVOによるマルクス主義連盟を結成し、マルクス、エンゲルス、レーニン、スターリン、毛沢東、ティトー、ディミトロフ、その他のマルクス主義者たちの著作を広める」という提案は国内外で大きな非難を浴び、イギリスとアメリカのメディアは「ウー・ヌは共産主義に転向した」と非難するほどった。しかしウー・ヌが断腸の思いで策定したこの提案にも、CPBや白色PVOは説得されず、1948年7月28日、白色PVOは主力部隊の約60％にあたる4,000人の兵士を引き連れて反乱を起こし、全国の白色PVOもこれに呼応した。

### 反乱

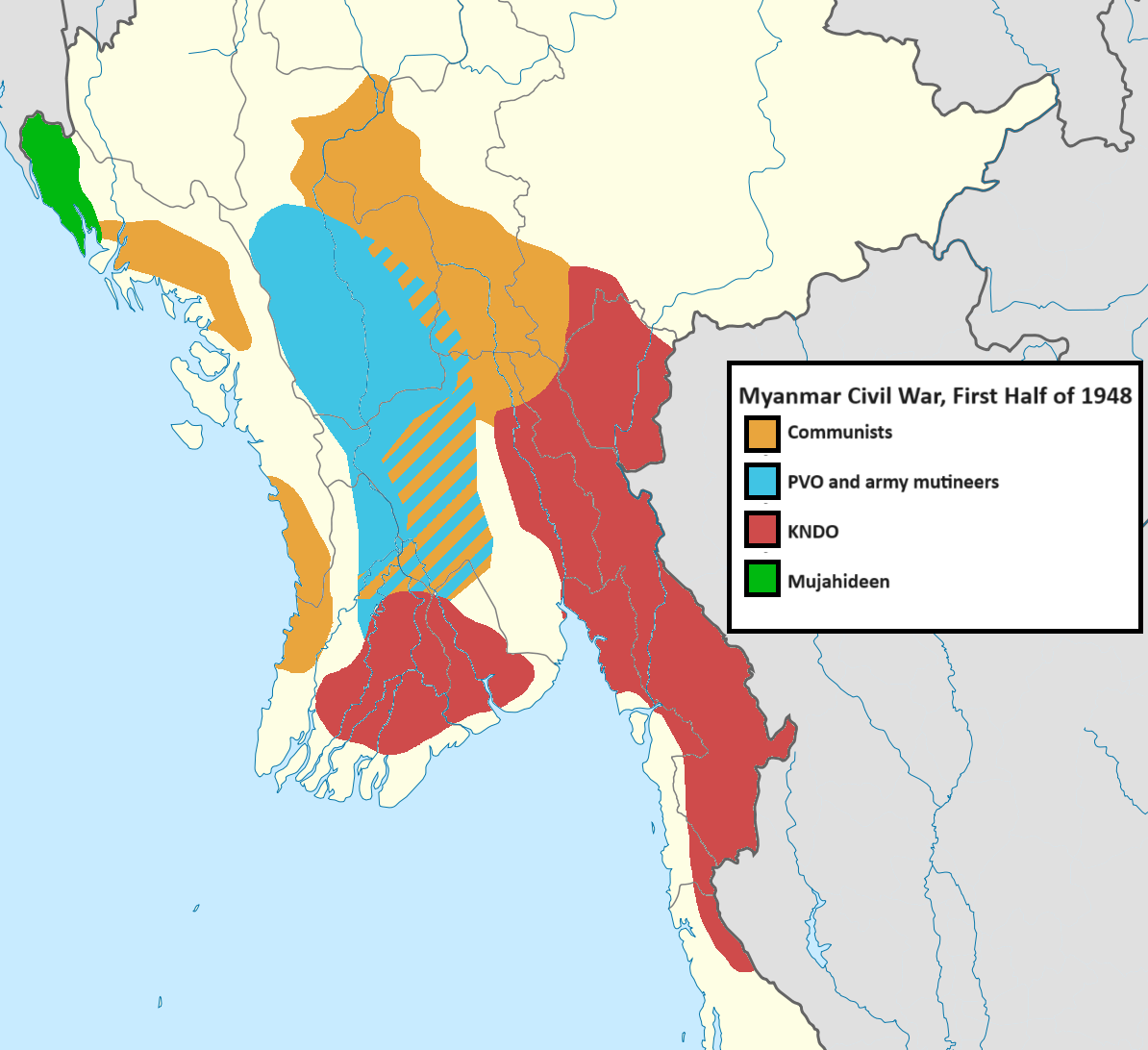
戦局図（1948年）。この図からわかるとおり、独立直後の反乱の主要アクターは、CPB、PVO、カレン族だった。

反乱を起こした白色PVOの一部は、まずヤンゴンのヤンゴン川の対岸・シリアムに掩蔽壕や塹壕を掘って軍事拠点を築いたが、国軍はフリゲート艦マユを出動させ、川から件の拠点を砲撃、彼らをシリアムから撤退させた。ヤンゴン攻略作戦は失敗に終わったが、白色PVOはもともと全国に多数の拠点があったので、ピイ、ミンブー、ヤメティンなどの要衝の地、イェナンジャウン、チャウの油田地帯を含むエーヤワディー川中流域、ラカイン、チン丘陵地などに広範な支配地域を築いた。1949年3月24日にはピイで、CPB、赤旗、白色PVO、アラカン人民解放党（APLP）、革命ビルマ軍（RBA）による人民民主戦線（PDF）という統一戦線が結成されたが、この統一戦線はRBAのCPBへの合流以外芳しい成果を上げられず、1950年5月にピイが国軍によって奪還されると消滅した。唯一、アラカンでのみPDFは機能し、AFPFL少数民族大臣アウンザイワイの義理の息子・ボー・サンタチョー(San Tha Kyaw)  と戦争の英雄・ボー・クラフラアウン（Bo Kra Hla Aung）率いる白色PVO、CPB、APLPが、1958年までラカインの多くの郡区を支配していた。しかし、白色PVOはCPBシンパだったとはいえ、CPBが貧農を支持基盤としていたのに対し、白色PVOは貧農とクラークと呼ばれる富農も支持基盤としていたので、両者の間に真の同盟関係は芽生えなかった。

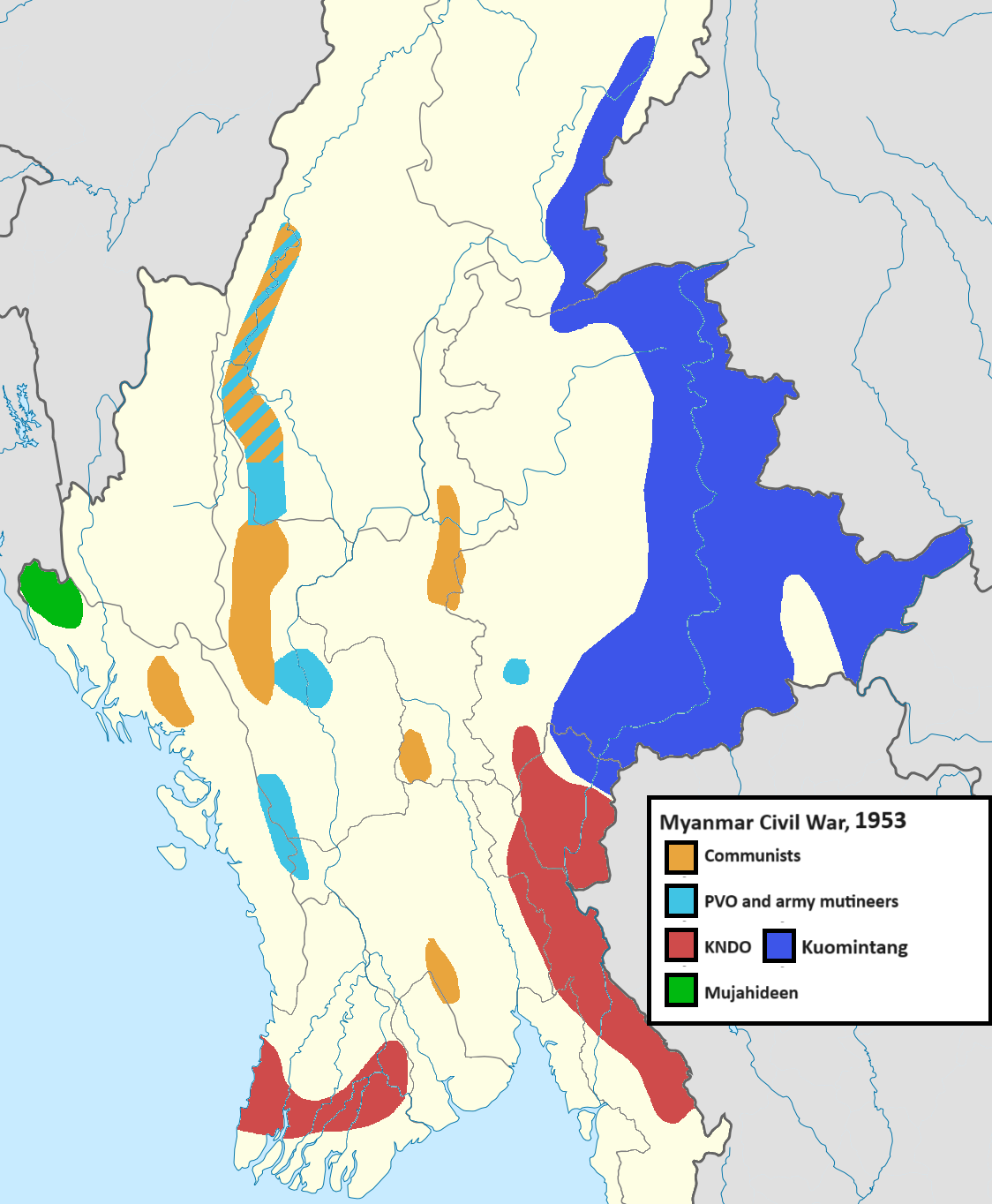
戦局図（1953年）

しかし多種多様な反乱軍、少数民族武装勢力による反乱は一種の人種的緊張を帯び、たとえば国軍のカレン部隊やカチン部隊が、CPBやPVOを戦闘で負かすと、ビルマ族の住民が怒るという倒錯した事態も生じた。そもそも1948年7月～8月に社会党、国軍、白色PVO、CPBの関係者によって催された会合では、政府とCPBとの停戦が議題にだったのに関わらず、最終的に「カレンの反乱軍は帝国主義者の手先」という結論に落ち着いたという事情があった。白色PVOもこの人種的緊張に一寸加担し、1949年1月12日には、元閣僚ボー・セインマン率いる部隊が、ヤンゴン地方域・タイチー郡区のカレン族の村を襲撃し、150人以上の村人を殺害した。同時期、インセイン郡区がカレン族の武装組織・カレン民族防衛機構（KNDO）に占拠された際は、政府側に再度寝返った白色PVOの部隊が「カレン族の肉を食べたい！」と叫びながらヤンゴンに進軍してきた。KNDOは6月にインセイン郡区から撤退したが、その直後、ピイのPDF本部に使者を派遣して統一戦線について協議したところ、CPB議長・タキン・タントゥンはカレン民族同盟（KNU）を「帝国主義の走狗」、KNUのリーダー・ソー・バウジーを「帝国主義の従僕」と非難して、実現しなかった。この時、CPB、PVO、CPBが合同でヤンゴンを攻撃していれば、ヤンゴン占領も可能だったとも言われている。
白色PVO部隊の司令官たちは教育水準が高く、独立の功労者でもあったので地元では広く尊敬されており、同じビルマ族ということで、国軍も彼らに対して大規模な攻撃を仕掛けることはめったになかった。たとえば、PVOの司令官の1人・ボー・ガマニ（Bo Gamani）は、KNUに対抗してAFPFLを支援し、1956年に部下とともに降伏するまで、ヤンゴンからわずか10マイルのインセイン郡区で自由に活動していた。

## 降伏
1958年、バースエ/ニェイン派が提出した内閣不信任案を否決するのに、左翼系諸派連合・国民統一戦線（NUF）の強力を仰いだウー・ヌは、全反乱軍に恩赦を発布し、これに応じて白色PVOの兵士700人も政府に投降した。投降した白色PVOのメンバーはすぐさま人民同志党（People's Comrade Party：PCP）という政党を結成し、ボー・ポークンが党首となった。彼らは「ミャンマーは帝国主義者の脅威にさらされている」と主張し、共産主義国家を目指す闘争を続けることを誓った。
PCPはなんら成果を上げることはできなかったが、ボー・ラヤウン、ボー・ポークン、PVO総司令官ボー・テインリン（Bo Htein Lin）などビルマ連邦革命評議会に参与したPVO幹部もおり、ボー・ラヤウンは貿易省で活躍し、ボー・ポークンは駐タイ大使となった。
黄色PVOのリーダー・ボー・ムアウンはウー・ヌの議会制民主主義党に参加し、8888民主化運動の際には、ウー・ヌが結成した民主平和連盟（LDP）にも参加した。また同じく8888民主化運動の際に、元PVO兵士のボー・ニュンマウン（Bo Nyunt Maung）、ボー・アウンナイン（Bo Aung Naing）、ボー・オンティン（Bo Ohn Tin）がPVOを再結成した。